# Pety Petcoff
Angela Juana Petcoff más conocida por el nombre artístico de Pety Petcoff (Phety Petcoff), fue una diseñadora de vestuario, actriz, bailarina y vedette de cine y teatro argentina. 

## Biografía
Pety Petcoff comenzó su carrera como actriz joven del Teatro Maipo en la década de 1950. En 1958 integra la Compañía Argentina de Grandes Revistas con el cómico porteño Dringue Farías, los actores Marcos Zucker, Vicente Rubino, Agustín Castro Miranda, Hector Rivera, Eber Lobato, Luis García Bosch, y la primera vedette Ethel Rojo. Con la dirección coreográfica de Rafael García presentaron obras como No aflojes Arturo, La que le espera excelencia, El petróleo nuestro de cada día y  Si me dejan estudiar "io" lo voy a arreglar, entre otros.
En cine tuvo una participación en la película Estrellas de Buenos Aires de 1956 dirigida por Kurt Land, en un sketch junto a Alfredo Barbieri, Don Pelele y Oscar Valicelli.
Su esposo fue el empresario Carlos A. Petit.
Al devenir la década del '60 se retira del medio artístico para trabajar fuera de escena, específicamente como vestuaristas de las grandes estrellas de la escena nacional, muchas de ellas en películas guionadas por su marido Carlos A. Petit empresario del Teatro Maipo.
Fue directora de vestuario, obstetra y una abnegada estudiante de medicina. Formó un equipo de diseñadores que estuvieron a su lado siempre en el difícil arte de vestir mujeres con la menor cantidad de ropa elegante posible, entre ellos, el destacado figurinista Héctor, el maestro Pedro Gandini, brillante realizador, y Paca Sangiorgio, su secretaria y ayudante.   

## Filmografía
- 1956: Estrellas de Buenos Aires.

## Teatro
Como actriz: 
- Nerón cumple
- No aflojes Arturo
- La que le espera excelencia
- El petróleo nuestro de cada día
- Si me dejan estudiar "io" lo voy a arreglar
- Con el loco era otra cosa (1960), junto a Adolfo Linvel, Pedro Quartucci, Diana Lupe, Raimundo Pastore, Trío Charola, Paquita Morel y Vicente La Russa. Estrenada en el Teatro El Nacional.[2]
- Las piernasmascope de "El Nacional" con Pepe Arias, Tito Lusiardo, Alfredo Barbieri, Tato Bores y Beba Bidart.

Como diseñadora de vestuario:
- Buenos Aires versus París (1980), con Gogó Andreu, Ámbar La Fox y Adolfo García Grau.
- ¡Qué revista...en Tabarís! (1979)
- Stray al gobierno, Marrone al poder (1974), encabezado por Adolfo Stray y José Marrone.
- "¿Por que no?" (1970).
- La novicia rebelde (1969), de Rodgers y Hammerstein II, con Violeta Rivas y José Cibrián en el Teatro Lola Membrives.